# Calosphen strophium
Calosphen strophium är en tvåvingeart som först beskrevs av Günther Enderlein 1922.  Calosphen strophium ingår i släktet Calosphen och familjen skridflugor. Inga underarter finns listade i Catalogue of Life.